# Dong Jiang
Der Dong Jiang, auch Dongjiang (chinesisch 東江 / 东江, Pinyin Dōng Jiāng, Jyutping Dung1 Gong1 – „Ostfluss“) ist ein 523 km langer Nebenfluss des Perlflusses im südlichen China.
Er entspringt im gebirgigen Süden Chinas, in der südchinesischen Provinz Jiangxi, fließt überwiegend in westliche Richtungen und mündet bei Humen in der bezirksfreien Stadt Dongguan, etwa 50 km südlich von Guangzhou (Kanton), stark verästelt in den Perlfluss (Zhu Jiang). Sein Einzugsgebiet umfasst etwa 32.000 km².

## Trivia
Die Sonderverwaltungszone Hongkong bezieht für die eigene Trinkwasserversorgung seit 1961 Wasser aus dem Dong Jiang. Nach einem neuen Abkommen vom 1. Juni 1982 stieg dieser Anteil zur Versorgung von Hongkongs Trinkwasser nochmals stark an. Durch diese Maßnahme beendete die Regierung Hongkongs die seit 60 Jahre notwendige Wasserrationierung in den Wasserknappheit herrschende Monaten der Stadt.